# Фернхаут, Джон (футболист)
Джон Фернхаут (нидерл. John Fernhout; родился 29 августа 1939 года, Амстердам) — нидерландский футболист, завершивший игровую карьеру, выступал на позиции крайнего полузащитника за клуб «Алкмар ’54».

## Клубная карьера
Джон Фернхаут начинал футбольную карьеру в амстердамском клубе ОВВО, затем выступал за резервный состав «Аякса». В августе 1960 года он стал игроком клуба «Алкмар ’54». Его одноклубники по «Аяксу» Энгелсма и ван Логгем также заключили контракты с командой из Алкмара.
Фернхаут, игравший на позиции левого крайнего полузащитника, впервые вышел на поле 14 августа в кубковой игре с ЗФК. Встреча завершилась со счетом 3:2 в пользу хозяев, в составе которых дублем отличился Ян Виссер и один раз Энгелсма.
В чемпионате он дебютировал 21 августа против клуба ДВС. Встреча завершилась победой его команды со счётом 2:1. В том сезоне Джон сыграл ещё в трёх матчах чемпионата, большую часть сезона он пропустил из травмы. По итогам чемпионата его команда заняла предпоследнее 17-место и выбыла в первый дивизион.